# فرانسيس إيدا كاين
فرانسيس إيدا كاين (بالإنجليزية: Frances Ida Kain)‏ هي أخصائية تغذية نيوزيلندية، ولدت في 17 سبتمبر 1908 في دنيدن في نيوزيلندا، وتوفيت في 16 أغسطس 1997.